# Предиктивне введення тексту
Предиктивне введення тексту — система прискореного введення тексту в цифрові пристрої, при якій програмне забезпечення пристрою в процесі набору пропонує варіанти закінчення слів та фраз, базуючись на наявних у власному словнику, а також може пропонувати (виправляти) поширені помилки.
Назва походить від слова англ. predict — передбачати.

## Застосування
Предиктивний ввід тексту поширений на мобільних пристроях (мобільний телефон, смартфон та інших), на яких ввід тексту ускладнений, наприклад, при написанні SMS-повідомлень. В основному застосовуються дві системи предиктивного введення: T9 та iTAP.